# Klebsiella aerogenes
Predefinição:Bacterial labs A Klebsiella aerogenes, anteriormente conhecida como Enterobacter aerogenes, é uma bactéria Gram-negativa em forma de bastonete. A bactéria tem aproximadamente 1-3 micrômetros de comprimento e pode usar flagelos para locomoção.
K. aerogenes é uma bactéria nosocomial patogênica que causa infecções oportunistas,
K. aerogenes é, por outro lado, um excelente produtor de hidrogênio, com utilidade industrial biotecnológica. É uma bactéria anaeróbica facultativa, e, em contraste com anaeróbios estritos, nenhuma operação especial é necessária para remover todo o oxigênio do fermentador. Bactérias anaeróbicas facultativas, como K. aerogenes, têm um rendimento máximo teórico de 2   mol H2 / mol glicose.

## Resultados dos testes de identificação bioquímica[5]
| Método de identificação        | Resultado do teste |
| ------------------------------ | ------------------ |
| Mobilidade                     | Negativo           |
| Indole                         | Negativo           |
| Vermelho Metílico              | Negativo           |
| VP                             | Positivo           |
| Citrato (Simmons)              | Positivo           |
| Redução de nitrato             | Positivo           |
| Sulfeto de hidrogênio (ETI)    | Negativo           |
| Hidrólise da uréia             | Negativo           |
| Oxidase                        | Negativo           |
| Fenilalanina desaminase        | Negativo           |
| Azul de eosina-metileno        | Positivo           |
| Fermentação de glicose         | Ácido / Gás        |
| Fermentação com lactose        | Ácido / Gás        |
| Fermentação por sacarose       | Ácido / Gás        |
| Fermentação com manitol        | Ácido / Gás        |
| Crescimento em KCN             | Positivo           |
| Ornitinina descarboxilase      | Positivo           |
| Hidrólise de gelatina (22 o C) | Negativo           |